# Somatisch onvoldoende verklaarde lichamelijke klachten
Somatisch Onvoldoende verklaarde Lichamelijke Klachten (SOLK) zijn lichamelijke klachten die langer dan enkele weken duren maar waarvoor na adequaat diagnostisch onderzoek geen lichamelijke ziekte is gevonden die de klachten voldoende kan verklaren. Het kan ook gaan om klachten die wel samenhangen met een lichamelijke ziekte, maar waarbij de klachten veel ernstiger zijn of langer duren dan verwacht. SOLK omvatten allerlei verschillende soorten klachten, zoals spier- en gewrichtspijnen, vermoeidheid en maag-darmklachten. SOLK zijn geen ingebeelde klachten.

## Voorkomen
Tot 40% van de consulten bij de huisarts en tot 66% bij medisch specialisten gaat over lichamelijke klachten waar geen of onvoldoende somatische verklaring voor gevonden wordt. Uit onderzoek blijkt dat 50-75% van deze patiënten opknapt en dat 10-30% van hen na een jaar verergerde klachten heeft.

## Diagnostiek
SOLK is geen diagnose, maar een werkhypothese. De kans dat er na verloop van tijd toch nog een somatische ziekte worden gevonden die de klachten verklaart, is echter klein. Een systematische review schatte deze op 0,5%. Vaak is er sprake van meerdere SOLK. Soms voldoen patiënten dan aan de diagnose van een functioneel somatisch syndroom, zoals fibromyalgie of prikkelbaredarmsyndroom. Bij ernstige SOLK voldoen patiënten soms aan de classificatie voor een somatisch-symptoomstoornis. Hier is sprake van als de SOLK langdurig en ernstig zijn, en er daarnaast sprake is van niet-behulpzame gedachten, gevoelens of gedragingen over die klachten. Bij de meeste patiënten met SOLK is hier geen sprake van.

## Ontstaan
Hoe SOLK ontstaan is niet precies bekend. Er wordt van uitgegaan dat biologische, psychologische en sociale factoren een rol spelen. Vaak worden drie soorten factoren onderscheiden: kwetsbaarheidsfactoren, uitlokkende factoren en instandhoudende factoren. Kwetsbaarheidsfactoren maken iemand gevoelig om SOLK te ontwikkelen. Voorbeelden hiervan zijn bepaalde genen, persoonlijkheidseigenschappen of jeugdervaringen. Uitlokkende factoren zijn betrokken bij het beginnen van de klachten, zoals een infectie, een letsel door een ongeval, of een stressvolle gebeurtenis. Instandhoudende factoren zijn de factoren die ervoor zorgen dat de klachten niet overgaan. Voorbeelden daarvan zijn piekeren, inactiviteit of juist onvoldoende rust nemen.

## Behandeling
Er is een aantal overzichtsstudies verschenen naar de behandeling van SOLK. In 2014 verscheen een overzichtsstudie naar niet-farmacologische interventies, waaronder psychologische en fysiotherapeutische behandeling. Psychologische behandeling bleek te leiden tot een afname van symptomen, ten opzichte van een wachtlijstconditie of gebruikelijke zorg. Het bewijs hiervoor was zwak tot matig, en de effecten waren klein. Er waren geen aanwijzingen voor negatieve effecten van psychologische therapieën, maar veel van de studies hadden deze niet expliciet geanalyseerd. Voor fysiotherapie waren er onvoldoende studies om een uitspraak over de effectiviteit bij SOLK te doen.
In 2014 verscheen ook een overzichtsstudie naar farmacologische behandeling van SOLK. De auteurs waarschuwen dat de resultaten per middel gebaseerd waren op slechts enkele kleine studies, en concludeerden dat de kwaliteit van het bewijs zeer laag tot laag was. Nieuwe-generatie antidepressiva waren matig actief, waarbij er geen verschil was met tricyclische antidepressiva. Er was enig bewijs dat een combinatie van antidepressiva met antipsychotica effectiever was dan alleen antidepressiva. Natuurlijke producten, zoals Sint-janskruid, leken effectiever dan een placebo. Uitval door bijwerkingen of door uitblijvend resultaat kwam meer voor bij antidepressiva dan bij natuurlijke producten.
In Nederland worden verschillende soorten behandelingen aangeboden voor SOLK. De actuele standaard op dit gebied is de in 2018 verschenen Zorgstandaard SOLK.

## Kosten
SOLK veroorzaken hoge kosten. Dit betreft zowel zorgkosten als werkgerelateerde kosten. De gezondheidszorgkosten zijn geschat op €3.123 per patiënt per jaar. Inclusief de werkgerelateerde kosten zijn de totale geschatte kosten €6.815 per patiënt per jaar. Daarmee zijn SOLK verantwoordelijk voor 4,4% van de Nederlandse zorgkosten.